# São Francisco de Assis do Piauí
São Francisco de Assis do Piauí este un oraș în Piauí (PI), Brazilia.